# Sir Abu Nu’ayr
La isla Sir Abu Nu’ayr es una isla deshabitada en el golfo Pérsico. Se encuentra a unos 80 kilómetros al norte de la ciudad de Abu Dhabi, 104 kilómetros al sureste de Abu Musa. Es reclamada por el Emirato de Sharjah, uno de los siete Emiratos Árabes Unidos y por Irán.
Sir Abu Nu'ayr es casi perfectamente redonda con un diámetro de cuatro kilómetros, con 4 kilómetros de largo y 4 kilómetros de ancho, por lo que la forma de la isla se asemeja a la de una gota.